# Yuanshan
Yuanshan (chinesisch 圓山鄉, Pinyin Yuánshān Xiāng, Pe̍h-ōe-jī Îⁿ-soaⁿ-hiong) ist eine Landgemeinde im nordtaiwanischen Landkreis Yilan.

## Lage und Bedeutung
Yuanshan liegt an den nördlichen Ausläufern des Taiwanischen Zentralgebirges und ist traditionell landwirtschaftlich geprägt. Zu den bedeutendsten landwirtschaftlichen Produkten gehören Reis und Tee. In Yuanshan liegt die Destillerie des bedeutenden taiwanischen Whiskey-Herstellers Kavalan. In jüngerer Zeit wächst die Bedeutung der Gemeinde als Naherholungsziel für Ausflügler aus den Metropolgegenden Nordtaiwans.

## Geschichte

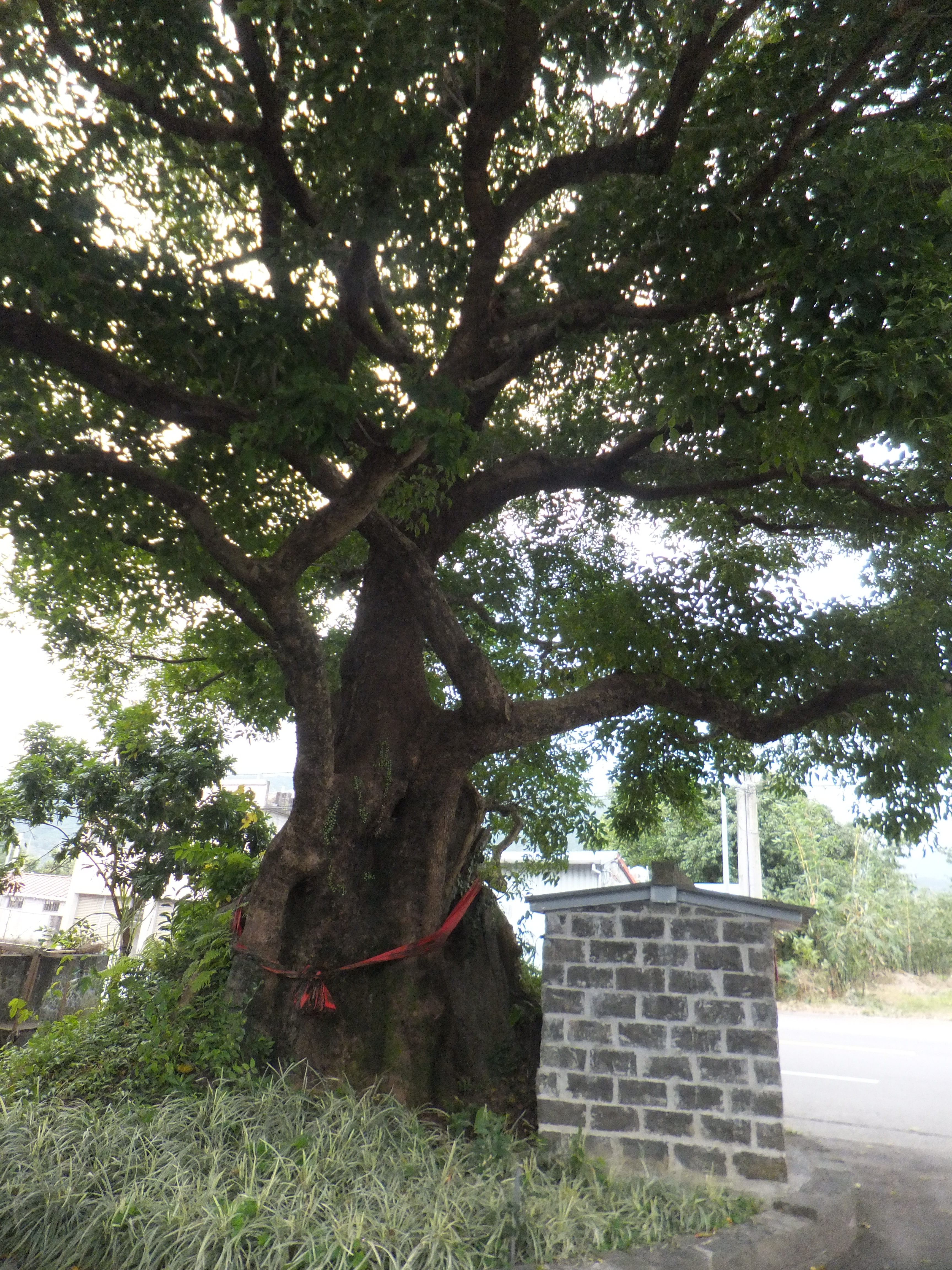
Der legendäre Entstehungsort der Taiwan-Oper bei einer Bischofia javanica, heute ein Denkmal

Das Gebiet des heutigen Yuanshan wurde seit Ende des 18. Jahrhunderts von chinesischen Einwanderern besiedelt und urbar gemacht. Das ursprünglich hier lebende Ureinwohnervolk der Kavalan wurde verdrängt. Yuanshan gilt als der Ursprungsort der traditionellen Taiwan-Oper.

## Landwirtschaft
Produkte der örtlichen Landwirtschaft sind Bambussprossen, Schnittblumen, diverse Obstsorten – Guaven, Passionsfrucht, Jujube, Bergbirnen (高接梨, Birnen aus dem Bergland, die auf Bäume aus dem Tiefland gepfropft wurden), Ananas und Bananen. Außerdem wird Schafzucht betrieben.